# 友達を探す
友達を探す（ともだちをさがす、英語: Find My Friends）とはAppleが開発したiOSの機能でiOS 5以降に対応している。2012年10月12日に一般リリースされた。OS自体には組み込まれていないが、iOS 5以降でApp Storeからのみダウンロードできる。iOS 9以降ではOSに組み込まれ、標準搭載していたが、2019年のWWDCで「iPhoneを探す」と統合され「探す」となり本アプリはサポートを終了した。

## 歴史
「友達を探す」は2011年10月4日の"Let's Talk iPhone"基調講演イベントで発表され、iOS 5が実際にリリースされる数時間前にリリースされた。2012年3月7日、1.1にアップデートされバグの修正と第3世代iPadレティナディスプレイへの対応がなされた。2019年サポート終了。

## 機能
ユーザーは「友達を探す」で人々を追うことと彼らの持つiOSデバイスを追跡することができ、彼らの選んだ人々の位置を共有することも出来る。位置は位置情報サービスをオンにしたiOSデバイスから発せられるGPSで測定される。ユーザーが他のユーザーが何処にいるのかをリクエストした時、通知センターに表示される。この機能はいつでもオンオフできる。多くのiOSアプリケーションのように位置情報サービスを使用しておりペアレンタルコントロールも可能である。「友達を探す」は地図や連絡先といった他のアプリケーションと同期できる。対応する機器はiPhone、iPod touch、iPadであった。